# Середская
Середская — деревня в Тотемском районе Вологодской области.
Входит в состав Мосеевского сельского поселения, с точки зрения административно-территориального деления — центр Середского сельсовета.
Расположена на берегу реки Двиница. Расстояние до районного центра Тотьмы по автодороге — 67 км, до центра муниципального образования деревни Мосеево по прямой — 28 км. Ближайшие населённые пункты — Гавшино, Концевская, Пелевиха.
По переписи 2002 года население — 141 человек (53 мужчины, 88 женщин). Преобладающая национальность — русские (99 %).